# Ditrigona inconspicua
Ditrigona inconspicua är en fjärilsart som beskrevs av John Henry Leech 1898. Ditrigona inconspicua ingår i släktet Ditrigona och familjen sikelvingar. Inga underarter finns listade i Catalogue of Life.